# 14558 Ванганьчан
14558 Ванганьчан (14558 Wangganchang) — астероїд головного поясу, відкритий 19 листопада 1997 року.
Тіссеранів параметр щодо Юпітера — 3,224.
Названо на честь китайського інженера-оптика Ван Ганьчана (кит.: 王大珩).